# جورج كيرن
جورج كيرن (بالإنجليزية: Georg Baselitz)‏ (و. 1938  م) هو رسام، ونحات، ومصصم جرافك، ونقاش، وأستاذ جامعي، من ألمانيا، ولد في كامينز، وهو عضوٌ في الأكاديمية الملكية للفنون.

## جوائز
حصل على جوائز منها:
- الخاتم القيصري لغوسلار [الإنجليزية]‏
- جائزة بريميم إمبريال  [لغات أخرى]‏
- وسام الفنون والآداب الفرنسي.

## وصلات خارجية
- جورج كيرن على موقع IMDb (الإنجليزية)
- جورج كيرن على موقع الموسوعة البريطانية (الإنجليزية)
- جورج كيرن على موقع مونزينجر (الألمانية)
- جورج كيرن على موقع ألو سيني (الفرنسية)
- جورج كيرن على موقع ميوزك برينز (الإنجليزية)
- جورج كيرن على موقع أول موفي (الإنجليزية)
- جورج كيرن على موقع إن إن دي بي (الإنجليزية)
- جورج كيرن على موقع ديسكوغز (الإنجليزية)
- جورج كيرن على موقع كينوبويسك (الروسية)